# Shisiwa Mbuzi (Itsamia)
Shisiwa Mbuzi (auch: Chissioua Mbouzi) ist eine die Insel östlich der Ostspitze von Mohéli im Inselstaat Komoren.

## Geographie
Die Insel liegt mit zahlreichen kleinen Felseninseln und Riffen am Ostende von Moheli, direkt gegenüber der Stadt Itsamia.
Dort liegt sie unter anderem mit der Halbinsel Chissioua Bouélamanga, Chissioua Chikoundou und Chissioua Gnandza.